# Виноградовская обувная фабрика
Виноградовская обувная фабрика — промышленное предприятие в городе Виноградов Закарпатской области Украины.

## История
Обувная фабрика была создана в январе 1946 года на базе небольшой кооперативной артели, объединявшей шесть ремесленников с личным сапожным инструментом (молотками и колодками). Для организации производства в Виноградов прибыли специалисты из других городов, из Одессы прислали первые машины. В течение 1946 года фабрика изготовила 7,3 тыс. пар обуви. В дальнейшем, в ходе четвёртой пятилетки предприятие было расширено и оснащено необходимым оборудованием, и объёмы производства увеличились.
В 1959 году фабрика произвела 832 тыс. пар обуви, в 1966 году - 1,55 млн. пар обуви.
По состоянию на начало 1969 года, численность работников фабрики составляла свыше 1200 человек (из них 72 коммуниста и 310 комсомольцев), за сутки она выпускала больше обуви, чем за весь 1946 год. В период с начала 1946 до 1969 года за производственные достижения 18 работников были награждены знаком "Отличник социалистического соревнования", ещё 25 - орденами и медалями СССР.
В целом, в советское время обувная фабрика входила в число ведущих предприятий города.
После провозглашения независимости Украины в условиях экономического кризиса 1990-х годов положение фабрики осложнилось. В июле 1995 года Кабинет министров Украины утвердил решение о её приватизации. В дальнейшем, государственное предприятие было преобразовано в общество с ограниченной ответственностью.